# Anna te Drieën (Jan van Steffeswert)
De Anna te Drieën van Jan van Steffeswert is een laatgotische houten beeldengroep, die door de Maaslandse beeldsnijder Jan van Steffeswert (voor 1465 - na 1531) minstens viermaal is uitgevoerd. Twee van deze beeldengroepen bevinden zich in het Bonnefantenmuseum in Maastricht, waarvan een ongesigneerd exemplaar uit 1500 en een gesigneerd exemplaar uit 1511 (waarschijnlijk).

## Meerdere versies van een beeldengroep
Een Anna te Drieën, ook wel Sint-Annatrits genoemd, was een geliefd thema in de christelijke kunst van de late vijftiende en vroege zestiende eeuw. In Maastricht en omgeving kreeg de Sint-Anna-verering mogelijk een extra impuls door het geloof dat Sint-Servaas een nakomeling was van Esmeria, een zus van Anna. Dat Jan van Steffeswert, wiens atelier in Maastricht was gevestigd, dit thema zo vaak onder handen heeft genomen is des te opvallender omdat er relatief weinig beelden van zijn hand bekend zijn van madonna's met kind, een van de populairste onderwerpen in de laatmiddeleeuwse beeldhouwkunst.
De hierna beschreven beeldengroepen van Anne te Drieën door Jan van Steffenwert hebben meerdere gemeenschappelijke kenmerken, waardoor ze vrij herkenbaar zijn. Zo is Maria telkens staand weergegeven, Anna zittend. Desondanks is Maria kleiner dan Anna, of slechts weinig groter, in elk geval in verhouding kleiner en tengerder. Mogelijk is dit een restant van de traditie om Sint-Anna als hoofdpersonage van de groep veel groter af te beelden, soms met Maria op haar schoot, die dan weer Jezus op schoot heeft (zie hieronder: Anna te Drieën in de schatkamer van de Onze-Lieve-Vrouwebasiliek). De latere beeldengroepen zijn gespiegeld ten opzichte van de vroegere: eerst staat Maria ter linkerzijde van Anna, later ter rechterzijde.
De kleding en haardracht van de vrouwen is in alle beelden vrijwel identiek. Alleen in het beeld uit 151[1?] draagt Maria een strakker zittende jurk, die haar lichaamsvormen meer laat zien, en een loshangende cape. Het lange, golvende haar is in alle gevallen naar achteren gekamd. Anna draagt een wijd zittend gewaad en een hoofdsluier, die haar gezicht vrij laat. In de oudste beeldengroep draagt ze een tulband-achtig hoofddeksel boven op haar sluier. De oudste beeldengroep is tevens de enige waarin het kind Jezus naakt is. Later draagt hij een lang, wijd zittend hemd. Jezus wordt in alle gevallen staand in de schoot van Anna weergegeven, zijn handen uitstrekkend naar Maria, of naar iets wat zij in haar hand houdt. Bij enkele beelden ontbreken de handen van Maria en zijn dus ook de attributen onbekend.

### Bonnefantenmuseum, ongesigneerd, 1500

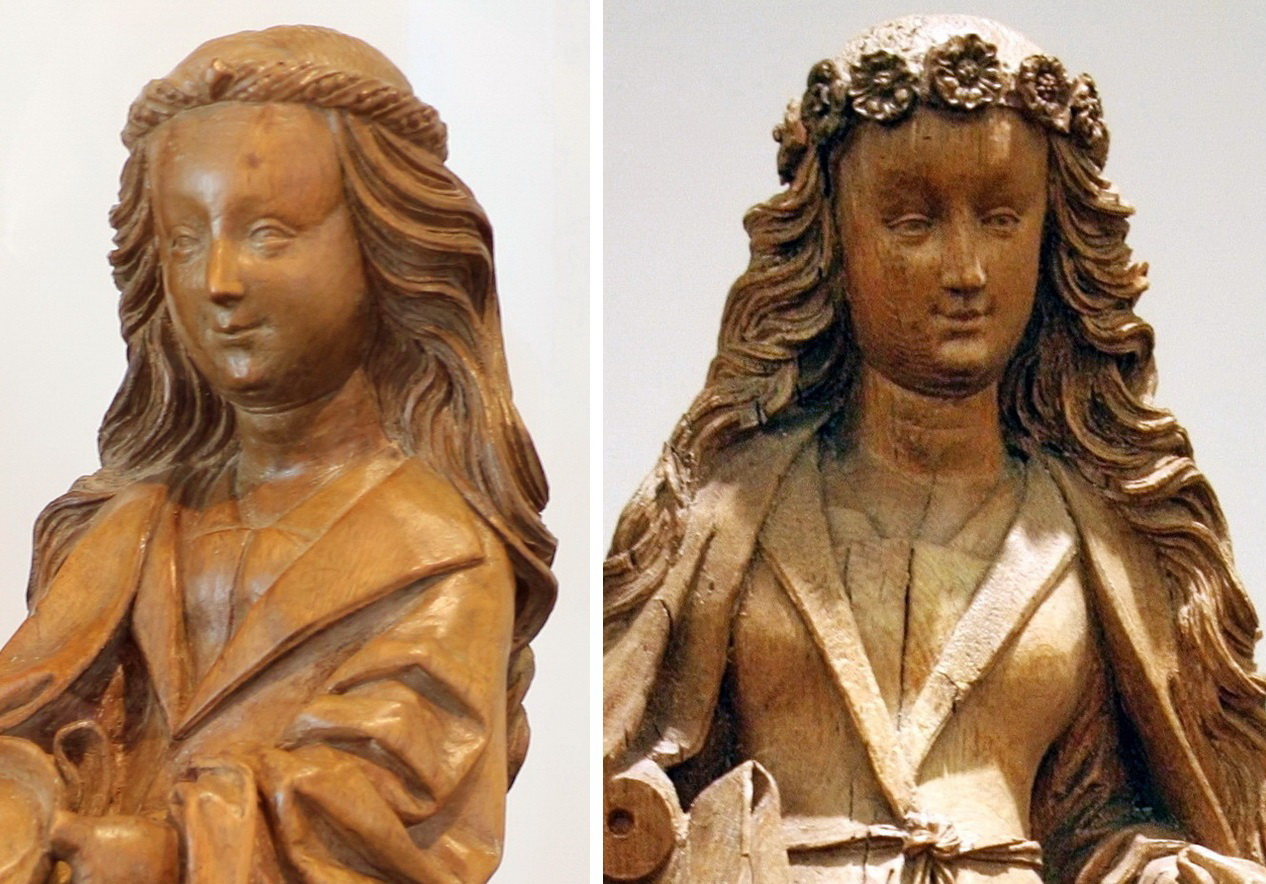
Twee beelden van Jan van Steffeswert in het Bonnefantenmuseum: links de ongesigneerde Anna te Drieën uit 1500; rechts een gesigneerde vrouwelijke heilige uit 1501

De ongesigneerde Anna te Drieën die zich sinds 1993 in de collectie van het Bonnefantenmuseum bevindt (inventarisnummer 1003958), is afkomstig uit de Sint-Martinuskerk in Breust-Eijsden, enkele kilometers ten zuiden van Maastricht. Op een foto uit 1913, genomen in de Sint-Martinuskerk, lijkt het beeldje onbeschadigd. Anno 2020 is de beeldengroep licht beschadigd: de rechterarm van Jezus is grotendeels afgebroken; van de linkerarm ontbreekt de hand en een stukje van de onderarm. Het is ook mogelijk dat het beeld na 1913 is gerestaureerd en dat toen een vroegere reparatie ongedaan is gemaakt. In elk geval is bij een restauratie de polychromie verwijderd, die op de foto uit 1913 nog is te zien. Het beeldje werd in 2016 geselecteerd als een van de Nederlandse inzendingen voor het project Europeana 280, dat tot doel had van 28 Europese landen tien kunstwerken te laten zien, die een grensoverschrijdende invloed hadden.
De notenhouten beeldengroep is slechts 44,2 cm hoog en aan de voorzijde gedateerd op de sokkel: "A/O 1500". Ondanks het kleine formaat is het beeldje zeer gedetailleerd, ook aan de achterkant, waar de weelderige haardos van Maria, haar hiel en slipper, de gevlochten tulband van Anna en de stoel waar ze op zit (met ornament) tot in de kleinste details zijn weergegeven. Bijzonder is ook het bordje pap, dat Maria het kind Jezus aanreikt, en dat deze in zijn kinderlijke onbeholpenheid omver lijkt te duwen. Deze details geven deze beeldengroep een ongedwongen, huiselijke sfeer, wat sommige auteurs deed vermoeden dat het beeldje oorspronkelijk bedoeld was voor privégebruik. Peter te Poel, kenner van het werk van Van Steffeswert bij uitstek, ziet in de scène een weerspiegeling van het dagelijkse leven in het huishouden van het gezin Van Steffeswert in de Mariastraat.
De toeschrijving van deze Annatrits aan Jan van Steffeswert wordt ondersteund door de sterke overeenkomsten met een gesigneerd beeld van een vrouwelijke heilige, dat slechts een jaar later is ontstaan (1501). In het oog springende overeenkomsten zijn het gezicht, het lange, golvende haar en de kleding van Maria. Het beeld lag jarenlang in een kluis in de sacristie van de kerk van Sint-Pieter beneden in Maastricht en werd in 1996 in langdurige bruikleen aan het Bonnefantenmuseum afgestaan.

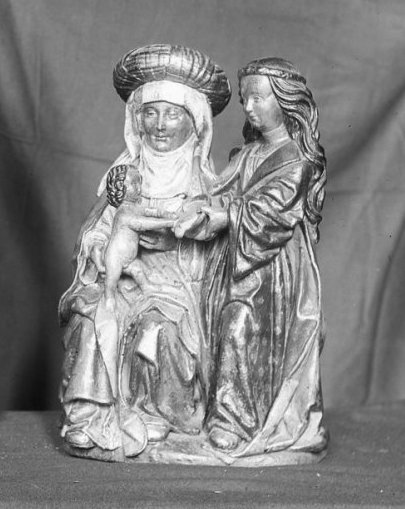
De beeldengroep in 1913
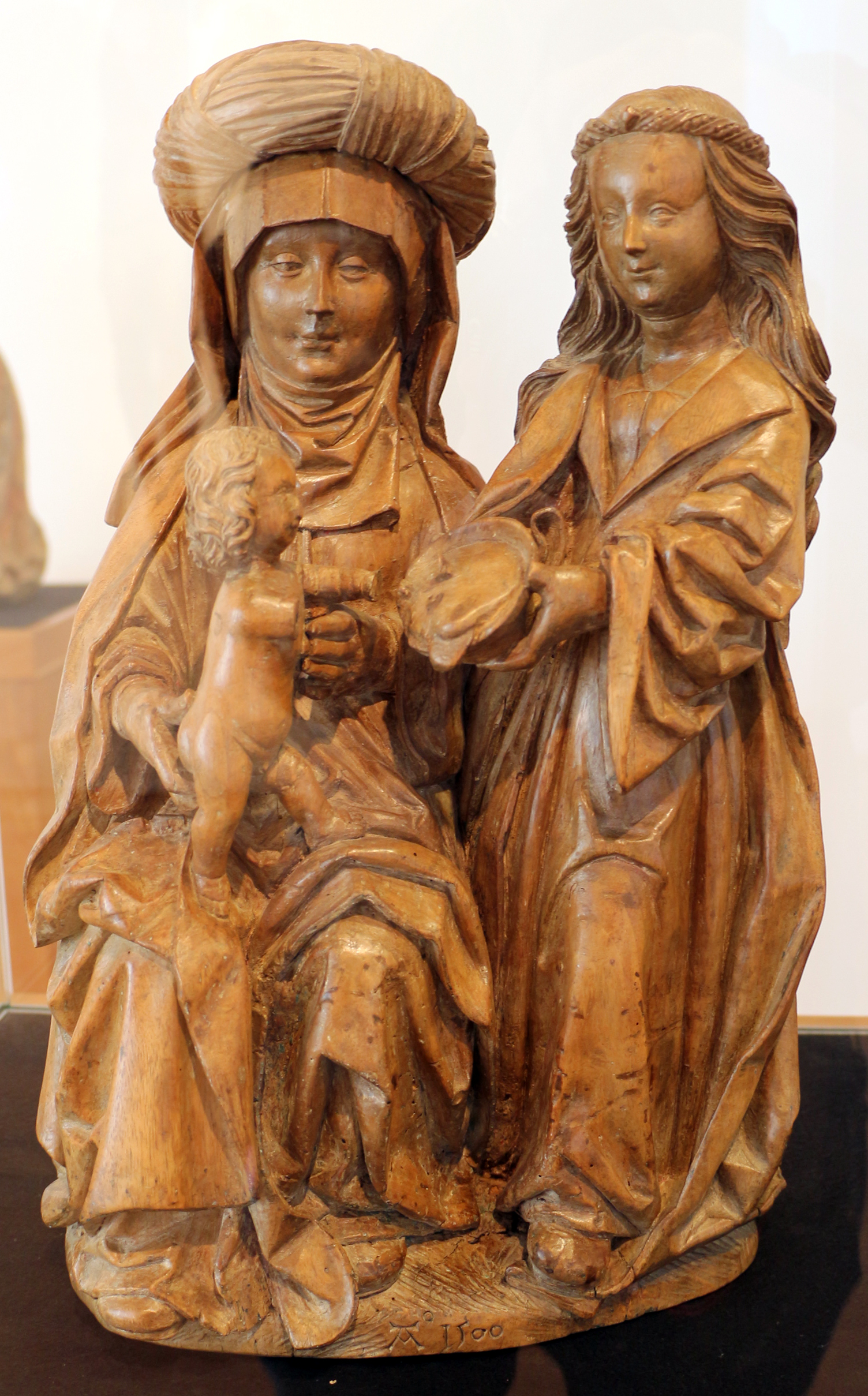
De beeldengroep in 2016
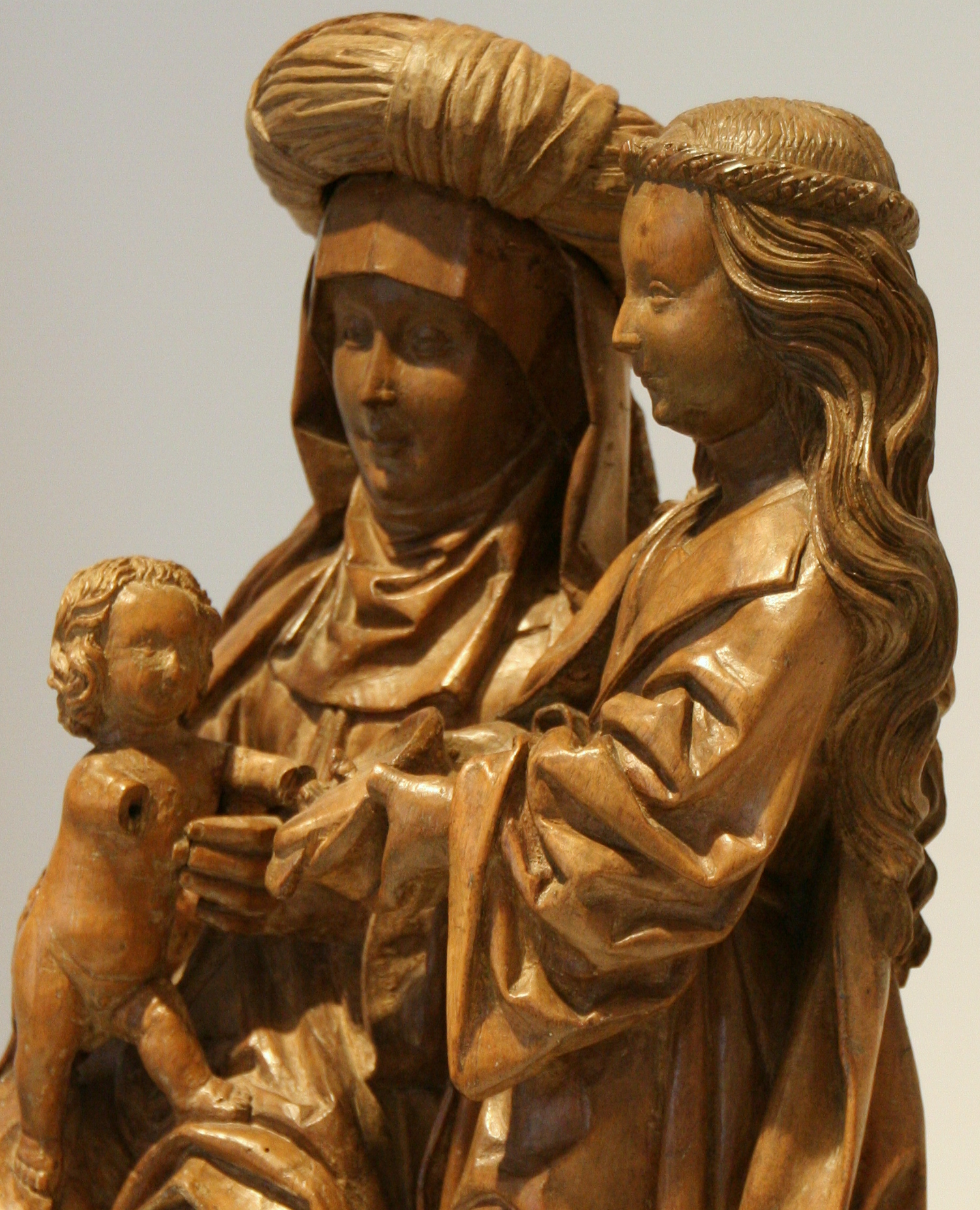
Zijaanzicht
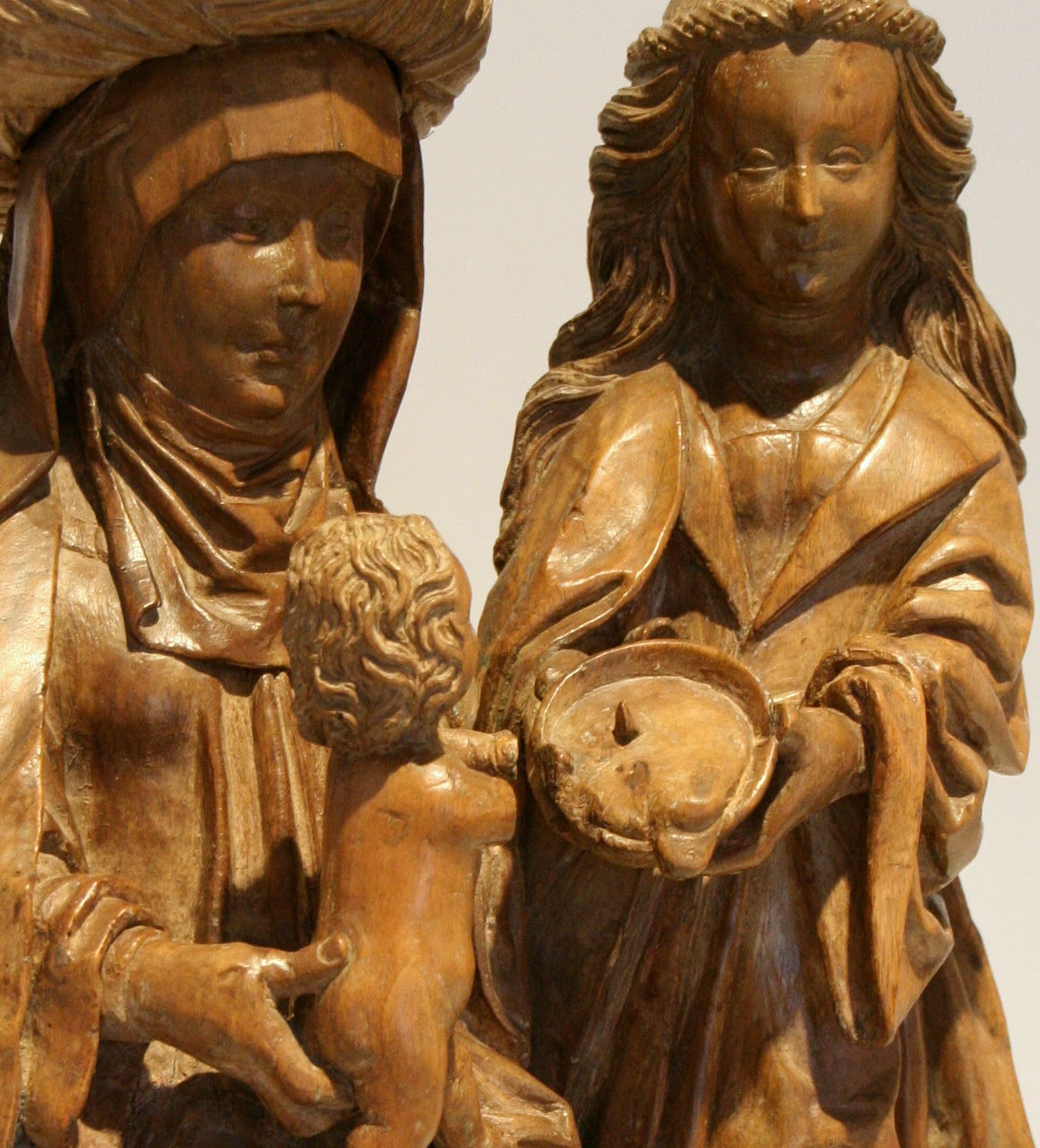
Kind Jezus en bordje pap

### Bonnefantenmuseum, gesigneerd, 1511?
Deze Anna te Drieën bevond zich tot 2005 in de Onze-Lieve-Vrouw Onbevlekt Ontvangenkerk in Pey-Echt (Midden-Limburg) en werd dat jaar in bruikleen gegeven aan het Bisschoppelijk Museum, onderdeel van het Bonnefantenmuseum in Maastricht (inventarisnummer 2000794). Dit notenhouten beeld is met een hoogte van 86,2 cm bijna tweemaal zo groot als het vorige. Het beeld is gesigneerd: "IAN", draagt zijn meesterteken en is gedateerd: "A 151[1?]" (het laatste cijfer is onleesbaar door een beschadiging van het voetstuk). Ook dit beeld is beschadigd: Jezus mist beide handen, Anna mist haar linkerhand en Maria haar rechter onderarm, waardoor we niet weten of en wat ze eventueel vasthield. Ook is het hout op meerdere plaatsen vermolmd of gebarsten, onder andere bij het jaartal. Ook dit beeld is aan alle kanten afgewerkt. Aan de achterkant zijn min of meer dezelfde details te zien als bij het beeld uit 1500. Met name het haar van Maria en de stoel waarop Anna zit, zijn vrijwel identiek weergegeven. Een opvallend verschil met de andere beeldengroepen is de nauwsluitende jurk die Maria hier draagt, waardoor haar vrouwelijke vormen meer benadrukt worden. In latere versies (zie hieronder) keert Van Steffeswert terug naar de ruim zittende, sterk geplooide kleding uit de eerste versie.

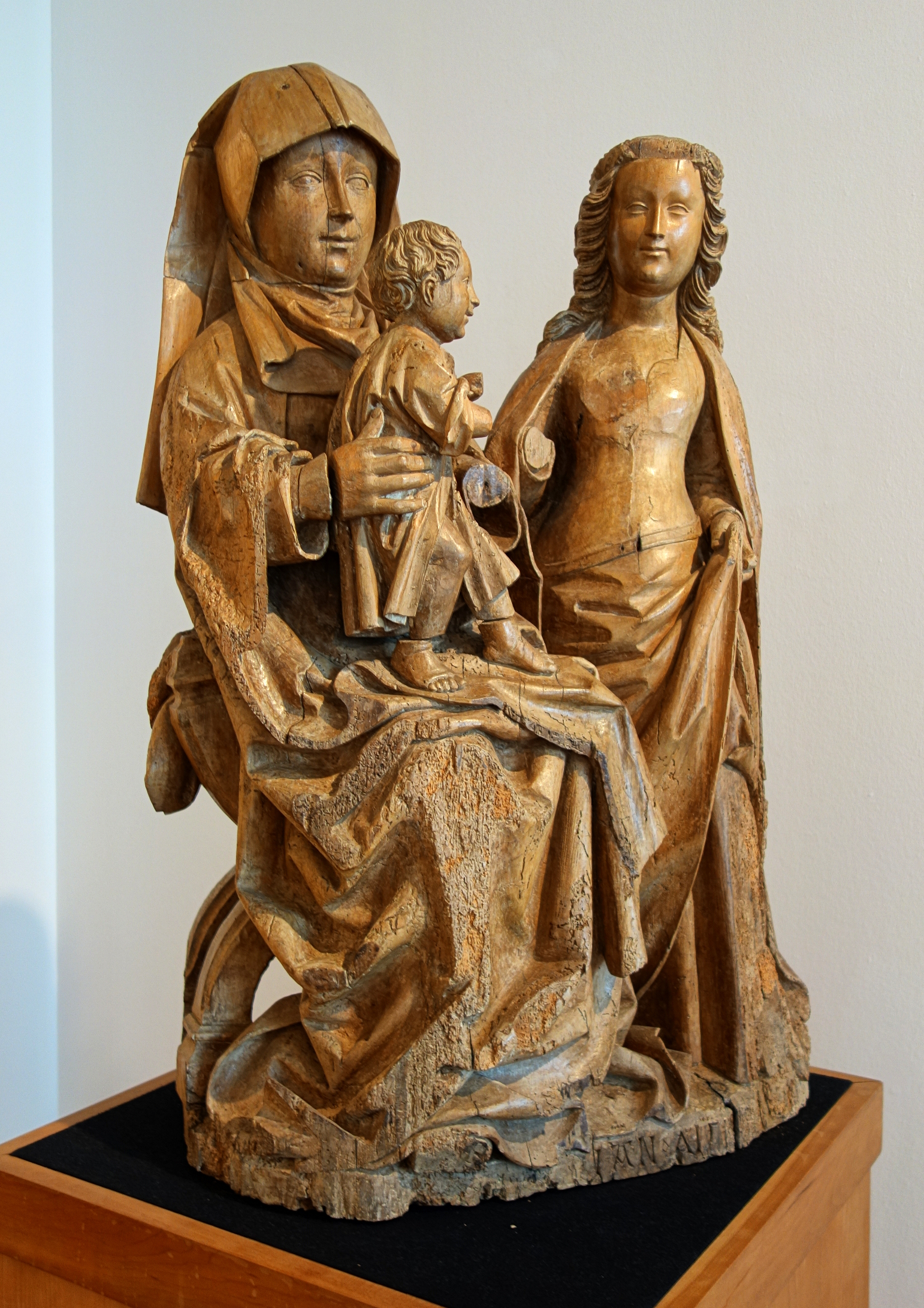
De beeldengroep in 2014
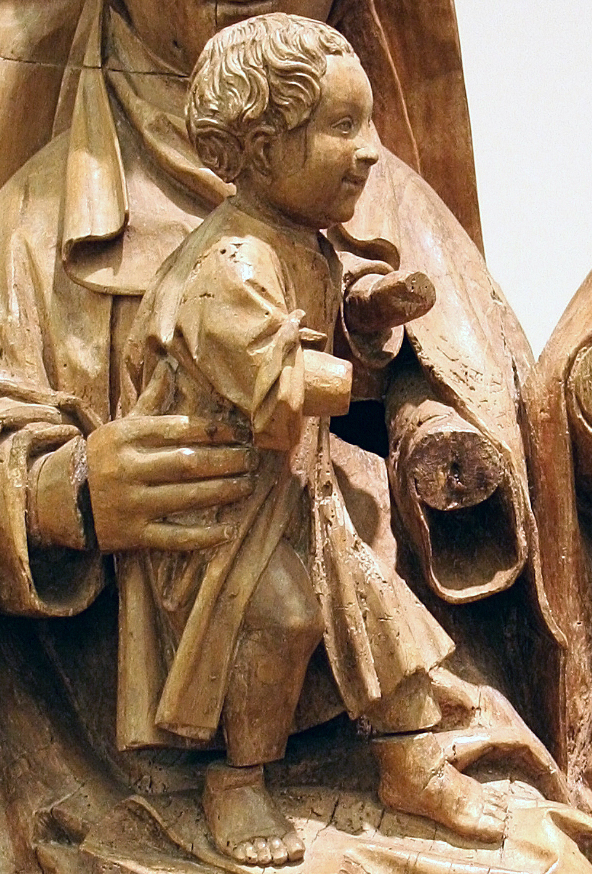
Detail kindje Jezus
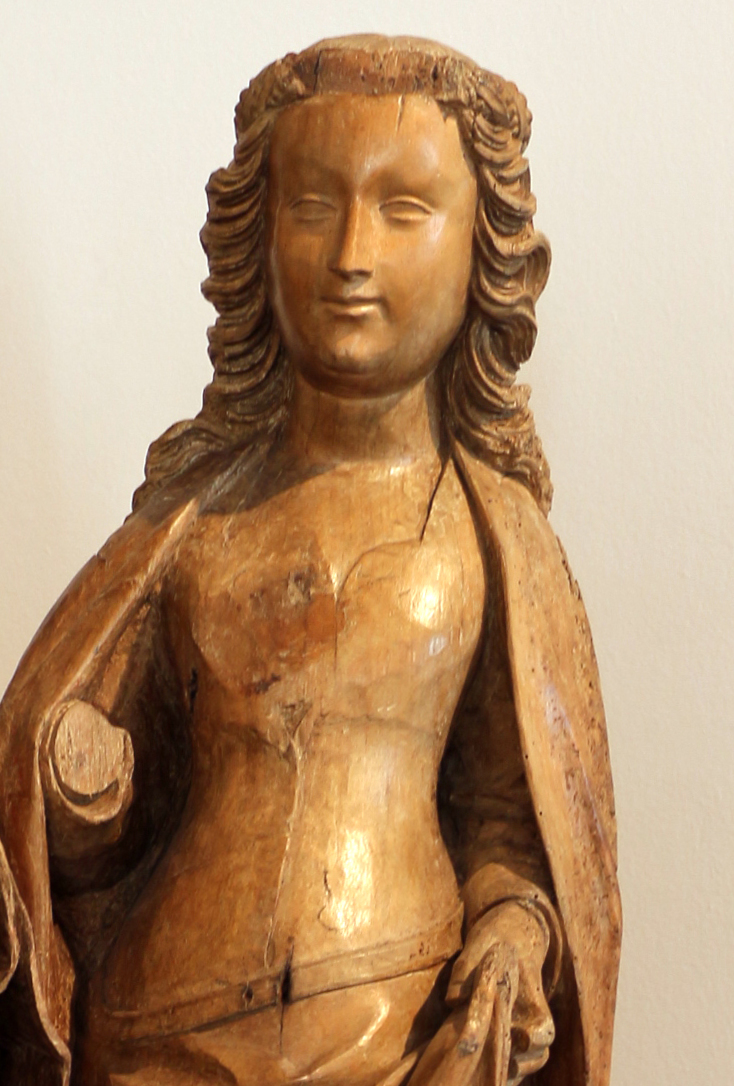
Detail Maria
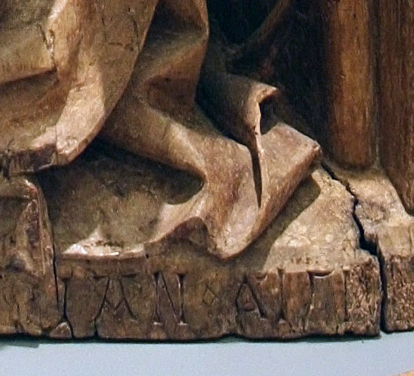
Signatuur en jaartal

### Andere versies
Een tweede gesigneerde en gedateerde Anna te Drieën van Van Steffeswert bevindt zich mogelijk nog op de oorspronkelijke locatie: de Sint-Gertrudiskerk in het Duitse Tüddern, net over de grens bij Sittard. Het 92 cm hoge beeld (geen afbeelding beschikbaar) is onmiskenbaar gesigneerd ("IAN VAN STEFFESWERT"), een van de weinige werken waarop de kunstenaar zijn naam voluit vermeldde. Het bevat verder zijn meesterteken (een A met een kruisje aan de top en een ster onder de dwarsbalk) en is gedateerd (1513). De polychromie is van later datum. Het kindje Jezus strekt in deze versie zijn beide handen uit naar een bloem die Maria vasthoudt. Sint-Anna lijkt wat afwezig in de verte te staren.
De Onze-Lieve-Vrouwebasiliek in Maastricht bezit twee zeer verschillende Annatritsen. In de schatkamer van de kerk bevindt zich een beeld van een naar verhouding reusachtige Sint-Anna, die de zittende Maria met het kindje Jezus op haar rechterhand draagt. Dit beeld behoort duidelijk tot een andere periode en stijlrichting. In de kerk zelf bevindt zich tegen de rechter vieringspijler een 77 cm hoge beeldengroep die, hoewel ongesigneerd en ongedateerd, op grond van stijlkenmerken wordt toegeschreven aan Jan van Steffeswert. Het beeld dateert waarschijnlijk uit zijn middenperiode, ca. 1510-1515. De polychromie is ook hier van later datum. Het beeld behoort tot de vroegste toeschrijvingen aan Van Steffeswert. Al in 1940 schreef prof. J.J.M. Timmers dat deze Sint-Annatrits, vanwege de overeenkomsten met het beeld uit Tüddern, "met vrij groote zekerheid aan hem toe te schrijven is". Timmers, die geldt als de 'ontdekker' van Van Steffeswert, oordeelde nogal negatief over het werk: "boersch, stijf en houterig"; "op zijn hoogst een wat onbeholpen epigoon van den besproken meester", daarmee doelend op zijn andere 'ontdekking', de Meester van Elsloo. Dat oordeel stelde hij later bij, toen meer werk van Van Steffeswert bekend werd.
Bij veel beelden van vrouwelijke heiligen van de hand van Jan van Steffeswert keert het gebaar van het optillen van het gewaad met de linkerhand terug. Dat heeft geleid tot toeschrijvingen van beeldengroepen van Anna te Drieën, die wellicht niet direct van zijn hand zijn, maar van leerlingen of navolgers. Tot die categorie behoren de Annatritsen in de Sint-Martinuskerk te Itteren, de Sint-Lambertuskerk in Neerharen, de Sint-Servatiuskerk in Diepenbeek en de Onze-Lieve-Vrouw-ten-Hemelopnemingskerk in Wijshagen. In laatstgenoemde kerk bevinden zich meerdere beelden die aan het atelier van Steffeswert worden toegeschreven.

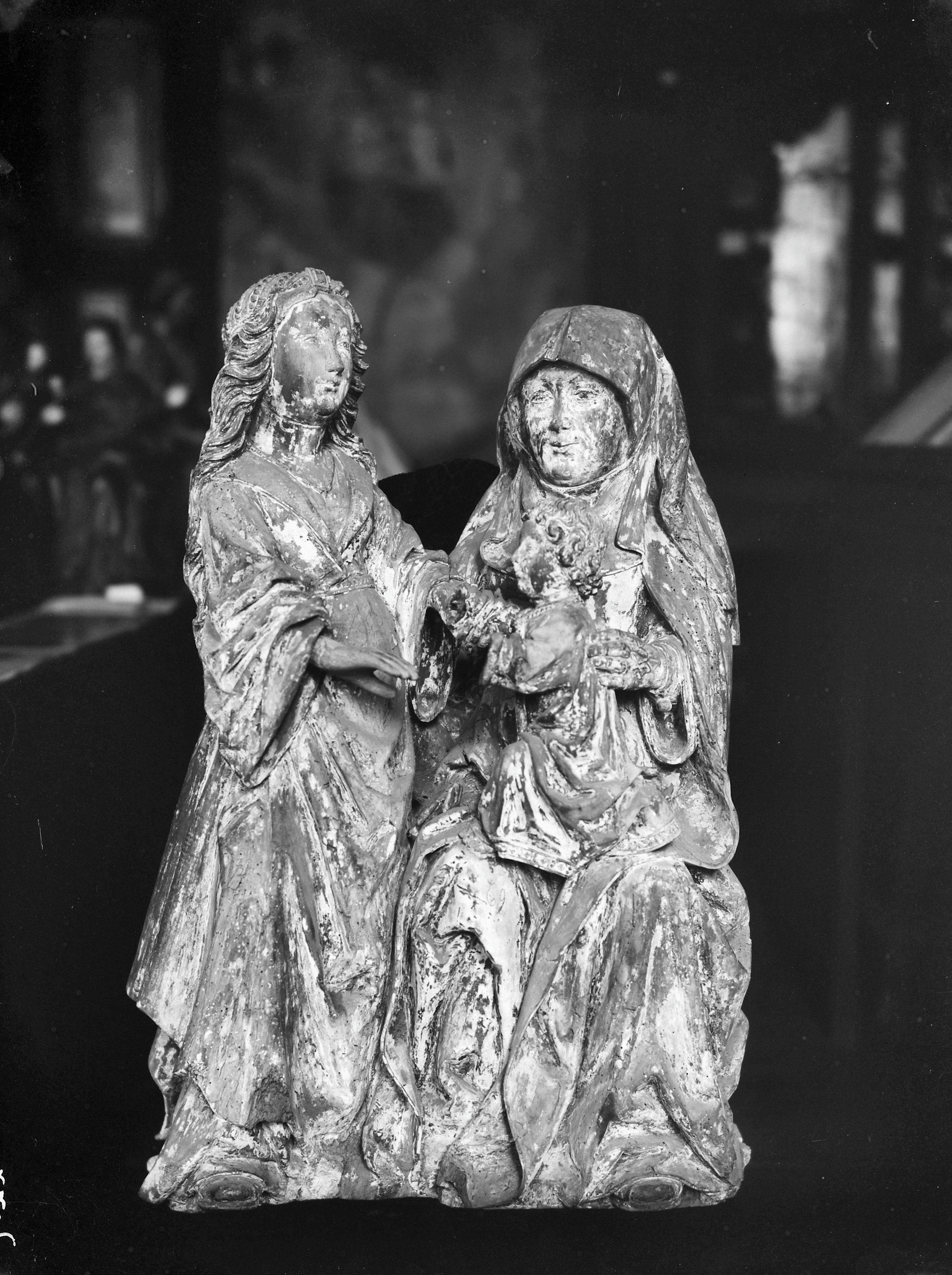
OLV-basiliek, Maastricht, 1913
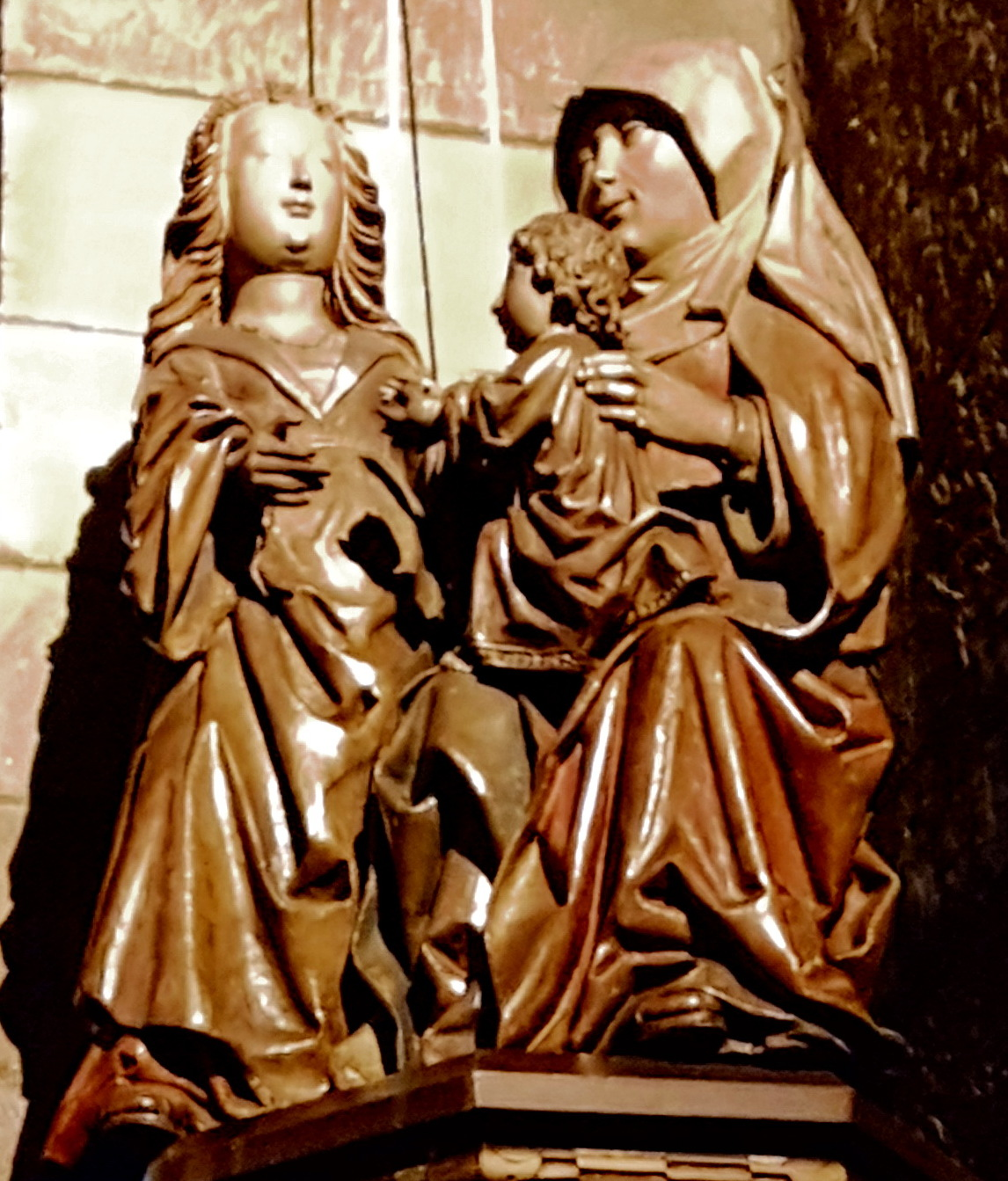
OLV-basiliek, Maastricht, 2017
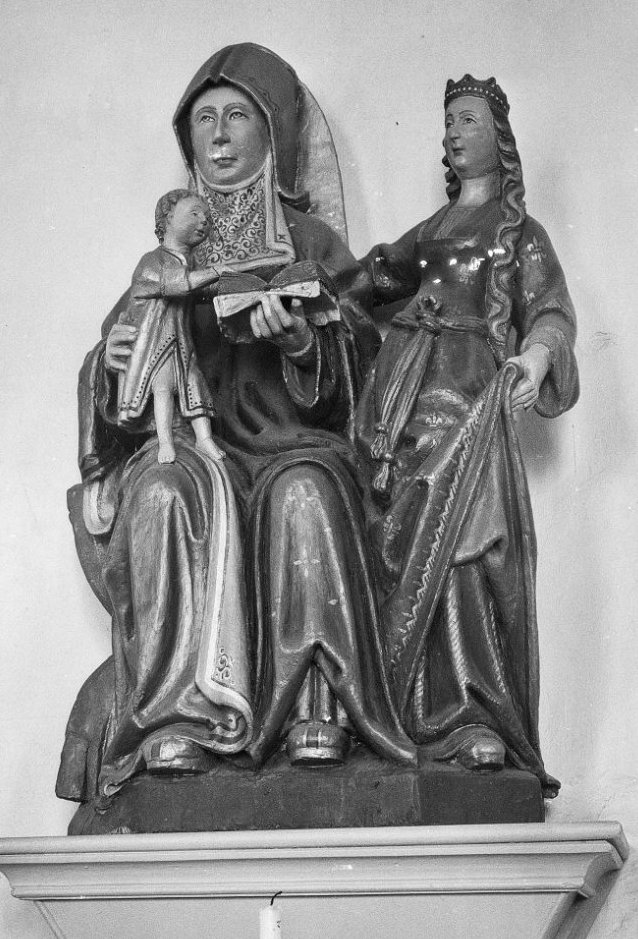
Sint-Martinuskerk, Itteren
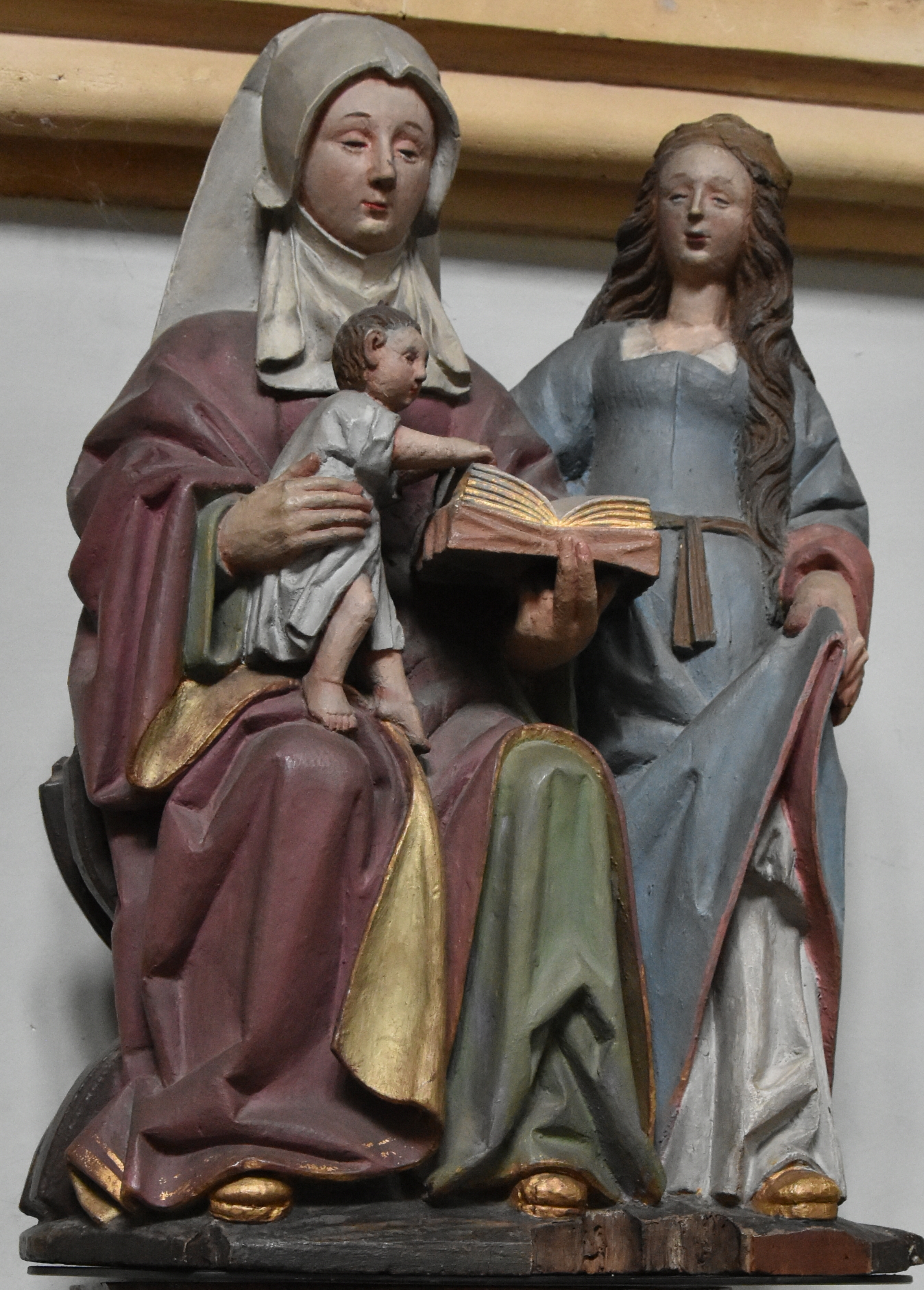
Sint-Lambertuskerk, Neerharen